# متروی ازمیر
متروی ازمیر (ترکی استانبولی: İzmir Metrosu) سیستم قطار شهری در ازمیر، ترکیه است.
این مترو که در سال ۲۰۰۰ تأسیس شده دارای ۱ خط، ۱۷ ایستگاه و ۲۰ کیلومتر طول می‌باشد.

## نگارخانه

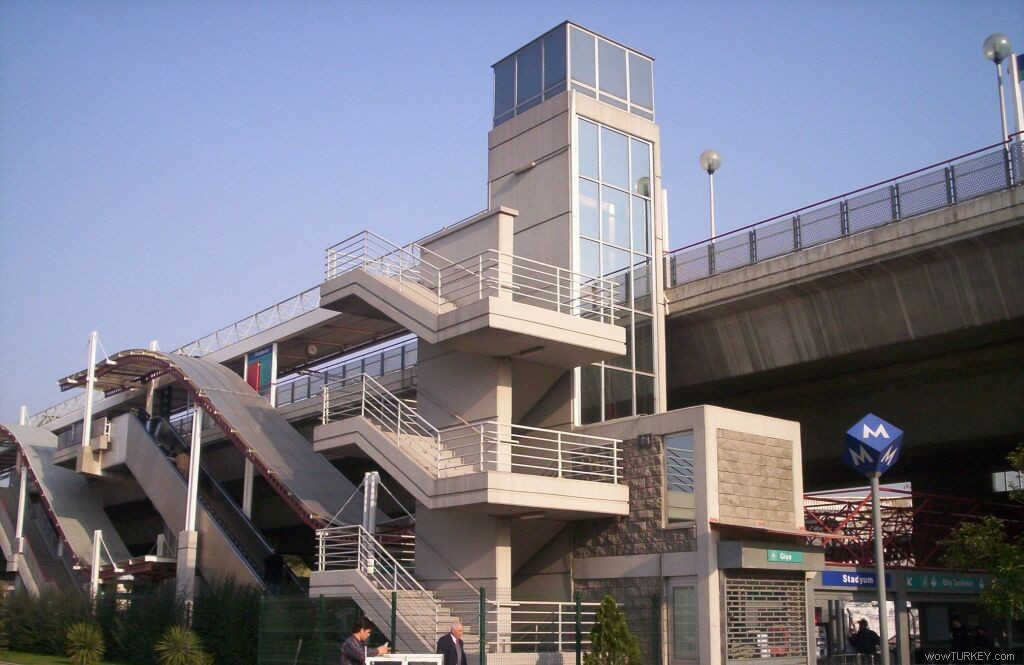
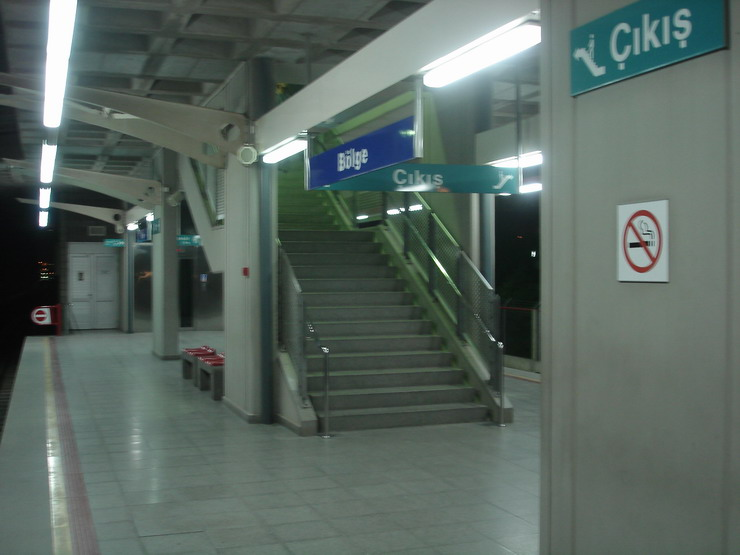
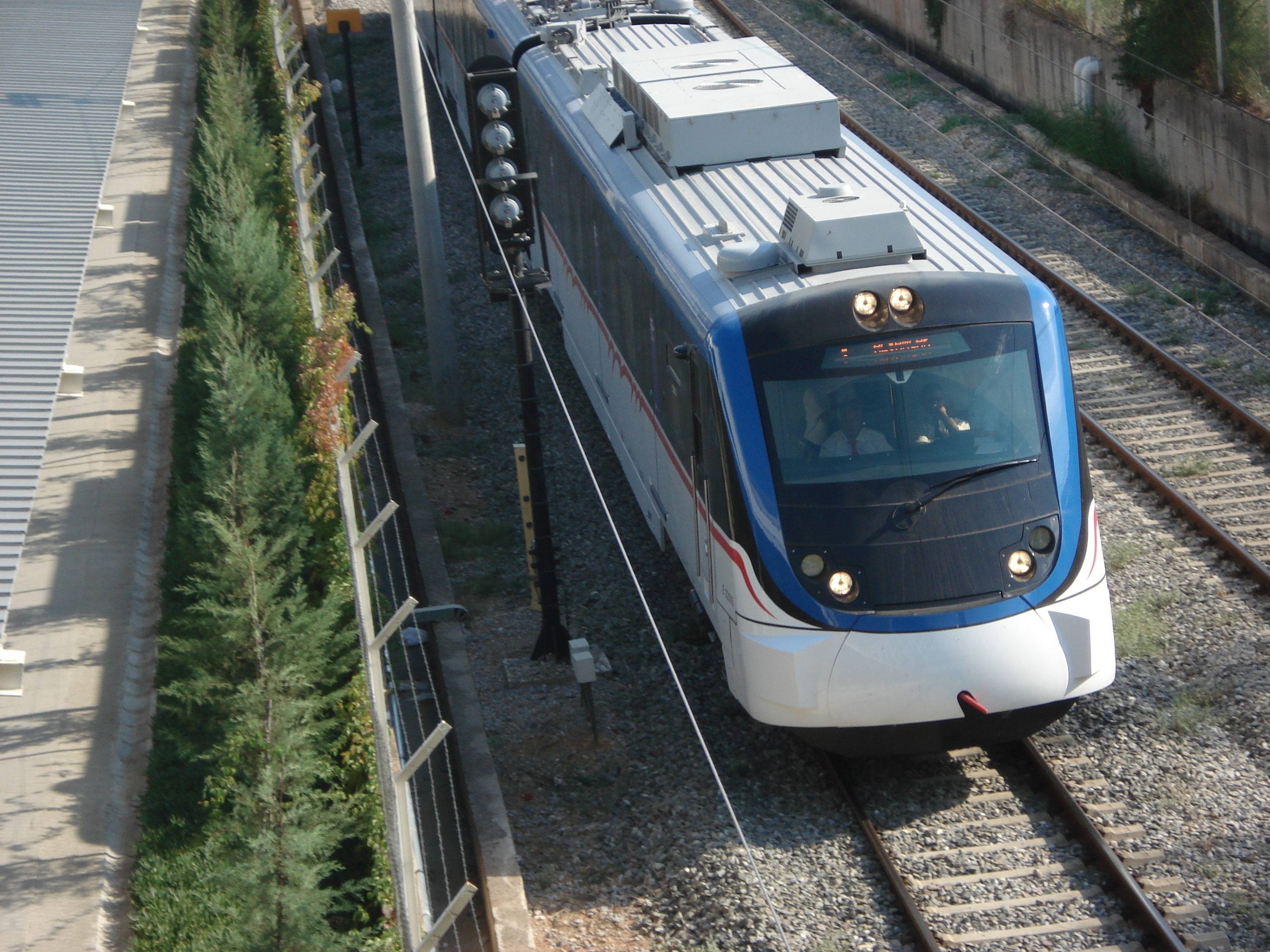